# Thunbergia parvifolia
Thunbergia parvifolia là một loài thực vật có hoa trong họ Ô rô. Loài này được Lindau miêu tả khoa học đầu tiên năm 1893.